# Мордвиновский сельский совет
Мордвиновский сельский совет (укр. Мордвинівська сільська рада) — входит в состав
Мелитопольского района
Запорожской области
Украины.
Административный центр сельского совета находится в 
с. Мордвиновка.

## История
- 1987 — дата образования.

## Населённые пункты совета
- с. Мордвиновка